# 금토 분기점
금토 분기점(金土分岐點, Geumto Junction, 금토JC)은 경기도 성남시 수정구 금토동에 설치된 경부고속도로와 용인서울고속도로가 만나는 분기점이다. 2018년 7월 12일에 개통되었다. 명칭은 소재지인 성남시 금토동에서 유래했고, 건설 당시 가칭은 성남 분기점이었다.

## 연혁
- 2015년 7월 : 분기점 부산방향 연결 협약 체결[1]
- 2016년 3월 : 분기점 부산방향 연결로 설치 공사 착공[1]
- 2016년 4월 : 분기점 양방향 연결 협약 체결[1]
- 2016년 11월 : 분기점 서울방향 연결로 설치 공사 착공[1]
- 2017년 2월 9일 : 2018년 7월까지 분기점 신설을 위해 성남시 도시계획시설 교통광장에 수정구 금토동 일원을 고시[2]
- 2018년 7월 12일 : 분기점 경부고속도로 → 용인서울고속도로 진출입 램프 개통[3]
- 2018년 12월 27일 : 분기점 용인서울고속도로 → 경부고속도로 진출입 램프 개통[4]

## 구조물 정보
- 위치: 경기도 성남시 수정구 금토동

## 접속하는 노선

### 부산・서울방면
- 경부고속도로 (48-1번)

### 용인・서울방면
- 용인서울고속도로 (5-1번)

## 교통량 정보
경부고속도로와 용인서울고속도로간 분기하기 위해 금토 요금소를 이용한 차량 기준이다.
| 요금소              | 통행량 (대/일) | 통행량 (대/일) | 각주  |
| 요금소              | 2018년         | 2019년         | 각주  |
| ------------------- | -------------- | -------------- | ----- |
| 금토분기점 (폐쇄식) | 15,433         | 33,247         | [ 5 ] |

## 향후 계획
- 향후 성남서초고속도로가 건설될 예정이다. 금토 분기점에서 강남순환로 및 우면산터널을 연결하는 노선으로 민자투자사업으로 계획되고 있다.